# UFC 150
UFC 150: Henderson vs. Edgar 2（ユーエフシー・ワンフィフティー：ヘンダーソン・バーサス・エドガー・ツー）は、アメリカ合衆国の総合格闘技団体「UFC」の大会の一つ。2012年8月11日、コロラド州デンバーのペプシ・センターで開催された。

## 大会概要
本大会ではベン・ヘンダーソンとフランク・エドガーによるUFC世界ライト級タイトルマッチが組まれた。

### カード変更
負傷などによるカードの変更は以下の通り。
- ホジマール・パリャーレス → バディ・ロバーツ（第7試合）

- デニス・ホールマン vs. チアゴ・タバレス → UFC 151に移動

- 岡見勇信 vs. ルイス・カーニ → カーニの負傷により中止

- クリス・カモージー vs. バディ・ロバーツ → カモージーの負傷により中止

## 試合結果

### アーリープレリム
第1試合 フェザー級ワンマッチ 5分3R
○  ニック・レンツ vs.  光岡映二 ×
1R 3:45 TKO（パウンド）

### プレリミナリーカード
第2試合 バンタム級ワンマッチ 5分3R
○  チコ・カムス vs.  ダスティン・ペイグ ×
3R終了 判定3-0（29-28、30-27、29-28）
第3試合 バンタム級ワンマッチ 5分3R
○  エリック・ペレス vs.  ケン・ストーン ×
1R 0:17 KO（右フック→パウンド）
第4試合 ミドル級ワンマッチ 5分3R
○  マイケル・カイパー vs.  ジャレッド・ハマン ×
2R 2:16 TKO（スタンドパンチ連打）
第5試合 フェザー級ワンマッチ 5分3R
○  デニス・バミューデス vs.  トミー・ヘイデン ×
1R 4:43 ギロチンチョーク

### メインカード
第6試合 フェザー級ワンマッチ 5分3R
○  マックス・ホロウェイ vs.  ジャスティン・ローレンス ×
2R 4:49 TKO（パウンド）
第7試合 ミドル級ワンマッチ 5分3R
○  岡見勇信 vs.  バディ・ロバーツ ×
2R 3:05 TKO（マウントパンチ）
第8試合 ミドル級ワンマッチ 5分3R
○  ジェイク・シールズ vs.  エド・ハーマン ×
3R終了 判定3-0（30-27、30-27、30-27）
※シールズの薬物検査失格によりノーコンテスト。
第9試合 71.4kg契約ワンマッチ 5分3R
○  ドナルド・セラーニ vs.  メルヴィン・ギラード ×
1R 1:16 KO（右ストレート）
※ギラードの体重超過によりライト級から変更。
第10試合 UFC世界ライト級タイトルマッチ 5分5R
○  ベンソン・ヘンダーソン vs.  フランク・エドガー ×
5R終了 判定2-1（48-47、48-47、46-49）
※ヘンダーソンが初防衛に成功。

### 各賞
ファイト・オブ・ザ・ナイト： ドナルド・セラーニ vs. メルヴィン・ギラード
ノックアウト・オブ・ザ・ナイト： ドナルド・セラーニ
サブミッション・オブ・ザ・ナイト： デニス・バミューデス
各選手にはボーナスとして6万ドルが支給された。